# Ono (Hyōgo)
Ono (小野市 Ono-shi?) es una ciudad localizada en la prefectura de Hyōgo, Japón. En junio de 2019 tenía una población estimada de 47.816 habitantes y una densidad de población de 514 personas por km². Su área total es de 92,94 km².

## Geografía

### Localidades circundantes
- Prefectura de Hyōgo
  - Kakogawa
  - Kasai
  - Miki
  - Katō

## Demografía
Según datos del censo japonés, la población de Ono se ha mantenido estable en los últimos años.
| Año del censo | Población |
| ------------- | --------- |
| 1995          | 48.214    |
| 2000          | 49.432    |
| 2005          | 49.761    |
| 2010          | 49.680    |
| 2015          | 48.580    |